# Stenhammar (efternamn)
Stenhammar är dels ett svenskt efternamn med ursprung från Östergötland, dels ett geografiskt namn som förekommer både i Södermanland och i Västergötland. Enligt offentlig statistik tillgänglig i december 2016 var 223 personer med efternamnet Stenhammar bosatta i Sverige. Släkten Stenhammar, där tonsättaren och dirigenten Wilhelm Stenhammar är den mest kände medlemmen, behandlas vidare i egen artikel.

## Personer med efternamnet Stenhammar
- Adolf Stenhammar (1727–1798), prost
- Anna Flygare-Stenhammar (1880–1968), skådespelare
- Bo Stenhammar (1939–2025), entreprenör inom musik- och konsertbranschen
- Carl Stenhammar (1782–1827), naturforskare och författare
- Christian Stenhammar (1783–1866), präst och riksdagsman, botanist
- Claes Göran Stenhammar (1897–1968), sångare och sångpedagog med professors namn
- Elsa Stenhammar (1866–1960) sångare och organist
- Ernst Stenhammar (1859–1927), arkitekt
- Evald Stenhammar (1836–1910), präst
- Fredrik Stenhammar (1834–1884), sångare och tulltjänsteman
- Fredrika Stenhammar (1836–1880), sångerska, sopran
- Helga Stenhammar (1874–1957), tecknare och akvarellmålare
- Hillevi Stenhammar (1899–1985), vissånerska och revyartist
- Johan Stenhammar (1769–1799), skald
- Kerstin Stenhammar-Nordlander (1883–1963), målare, tecknare och författare
- Matthias Stenhammar (1766–1845), kyrkoherde, psalmförfattare, översättare och riksdagsman
- Nicolaus Nicolai Stenhammar (1667–1713), kyrkoherde
- Nils Stenhammar (1697–1768), prost
- Olof Stenhammar (född 1941), finansman
- Per Stenhammar (1664–1736), stenhuggare och byggmästare
- Per Ulrik Stenhammar (1829–1875), arkitekt och tonsättare
- Pär Stenhammar (född 1987), sångare
- Waldemar Stenhammar (1877–1940), officer och militärhistorisk författare
- Wilhelm Stenhammar (1871–1927), tonsättare, pianist och dirigent